# À travers le Hageland féminin
 (mai 2025).
Cet article concerne la course féminine. Pour la course masculine, voir À travers le Hageland.
À travers le Hageland (officiellement Dwars door het Hageland) est une course cycliste féminine d'un jour disputée en Belgique. Créée en 2021 en catégorie 1.2 du calendrier de l'Union cycliste internationale, elle est classée depuis 2022 en catégorie 1.1. 

## Palmarès
| Année | Vainqueur                   | Deuxième                | Troisième        |
| ----- | --------------------------- | ----------------------- | ---------------- |
| 2021  | Chantal van den Broek-Blaak | Christine Majerus       | Lorena Wiebes    |
| 2022  | Ilaria Sanguineti           | Christina Schweinberger | Femke Markus     |
| 2023  | Lotte Kopecky               | Christina Schweinberger | Pfeiffer Georgi  |
| 2024  | Lucinda Brand               | Karlijn Swinkels        | Mischa Bredewold |
| 2025  |                             |                         |                  |